# チャールズ・カートシンガー
チャールズ・E・カートシンガー（Charles E. Kurtsinger、1906年11月16日 - 1946年9月24日）は、アメリカ合衆国出身の競馬の騎手。ウォーアドミラルの主戦騎手で、同馬のアメリカクラシック三冠競走すべてで手綱を取った。1967年にアメリカ競馬殿堂入りを果たしている。

## 経歴
ケンタッキー州シーファーズビルの出身で、騎手であった父のマーク・ガーナーより騎乗技術を学んでいった。騎手としてデビューしたのは1924年のことで、以後引退の1939年までに5651戦に騎乗、721勝（勝率12.8%）を挙げた。
1931年にトゥエンティグランドの手綱を取ってケンタッキーダービーを制覇、同年は同馬でベルモントステークスも制し、同年の騎手賞金王に輝いた。また1933年にはヘッドプレイに騎乗してプリークネスステークスも制覇している。
カートシンガーの最も代表的な騎乗馬が、1937年にアメリカクラシック三冠を制したウォーアドミラルである。カートシンガーは2歳時のグレートアメリカンステークスから手綱を取り、3歳時の無傷の8連勝劇や、シービスケットに敗れたマッチレースでも騎乗している。三冠達成の1937年には再び賞金王に輝いている。
その他の代表的な騎乗馬に、1931年当時の獲得賞金記録を作ったサンボウ、フューチュリティステークスなどを制したメノウなどがいる。メノウはウォーアドミラルを破った馬の一頭として知られるが、同馬はカートシンガーにとってウォーアドミラルと同時期のお手馬で、当の競走ではウォーアドミラルに騎乗して敗れている。
その他様々な大競走で活躍するも、1939年に怪我により引退に追い込まれている。後の1946年に、カートシンガーは肺炎が元で39歳の生涯を終えた。その後1967年にアメリカ競馬名誉の殿堂博物館より殿堂入りの選定を受けている。